# Immunofluorescence assay

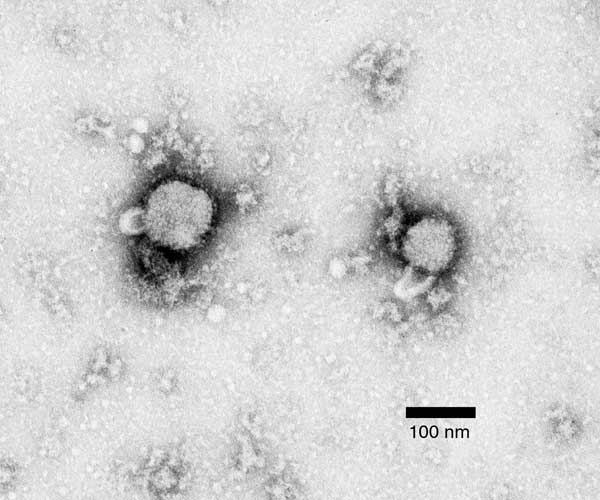
Electronenmicroscoopopname van geïsoleerde arenavirus cellen in een cultuur van muizenmiltcellen die positief testten via IFA voor de lymfocytische choriomeningitisvirusinfectie

Immunofluorescence assay is een testmethode die in de geneeskunde en veterinaire geneeskunde gebruikt wordt om de aanwezigheid van antigenen aan te tonen.

## Omschrijving
De methode bezit een grote mate van gevoeligheid waardoor deze geschikt is om met een grote mate van waarschijnlijkheid als test gebruikt te worden. De gebruikte marker is altijd een fluorescerende stof. Dit is een variant op een ELISA (enzyme linked immuno assay) waarbij eigenlijk alleen de gebruikte methode van detectie verschilt.
Men maakt onderscheid tussen een directe immunofluorescence assay (DFA) en een indirecte immunofluorescence assay (IFA).

### DFA
Hierbij wordt een fluorescerende antistof direct op het antigen gebonden. Deze methode is ietwat gevoeliger dan de IFA. 

### IFA
Hierbij wordt een antistof op het antigen gebonden. De gebonden antistof fungeert opnieuw als antigen waarop een fluorescerende antistof wordt gebonden. Het voordeel van deze methode is, dat je niet voor elk soort antigen een fluorescerende antistof nodig hebt.

## Methodiek
Er zijn meerdere varianten in de opbouw, het meest gebruikt is het sandwich-assay (IFA):
- In een 96-wellsplaat (een plaat met 96 vakjes van elk ongeveer 400 microliter inhoud) wordt een antilichaam geplaatst dat specifiek zal binden aan de aan te tonen stof. De 96-wellsplaat is van polystyreen, eiwitten als antilichamen blijven hier aan kleven. Dit heet coaten.
- Ongebonden antilichamen worden van de plaat gewassen.
- Het polystyreen dat nog niet bedekt is, wordt bedekt met een algemeen eiwit, bijvoorbeeld albumine. Dit heet blokken.
- Ongebonden eiwit wordt van de plaat gewassen.
- Het monster wordt opgebracht, de stof bindt aan de antilichamen.
- Ongebonden stof wordt van de plaat gewassen.
- Vervolgens wordt een tweede antilichaam, waaraan een fluorescente stof is gekoppeld, hieraan toegevoegd. Deze bindt aan de gebonden stof. Hierbij ontstaat het volgende systeem: polystyreen plaat - 1e antilichaam - monster - 2e antilichaam - fluorescente stof. Als een van deze onderdelen ontbreekt, kan de volgende stap niet gezet worden. De hoeveelheid fluorescente stof is daarom recht evenredig met de hoeveelheid stof die je wilt meten.
- Meting in een fluorimeter.

## Berekening
Door een aantal cellen te vullen met een standaard (bekende hoeveelheid stof) in plaats van monsters met de te meten stof kan de concentratie worden berekend.